# Stenomacrus curvulus
Stenomacrus curvulus là một loài tò vò trong họ Ichneumonidae.